# Hamerlanden
Het Zandgat is een natuurgebied in de Drentse plaats Kostvlies in de Nederlandse gemeente Aa en Hunze.
Het Zandgat is een gebied van circa 4,5 hectare rond een meer, dat ontstaan is als gevolg van een zandafgraving. Rond het meer heeft zich een bos ontwikkeld. Lange tijd was de toekomst van dit natuurgebied onzeker. Door een samenwerking tussen de stichting Het Drentse Landschap en de bewoners, verenigd in de Vereniging de Hamerlanden, kon het natuurgebied eind 2019 worden aangekocht.

Dit initiatief van Vereniging de Hamerlanden is in 2021 beloond met  de Groene Anjer Prijs van het Prins Bernhard Cultuurfonds Drenthe.

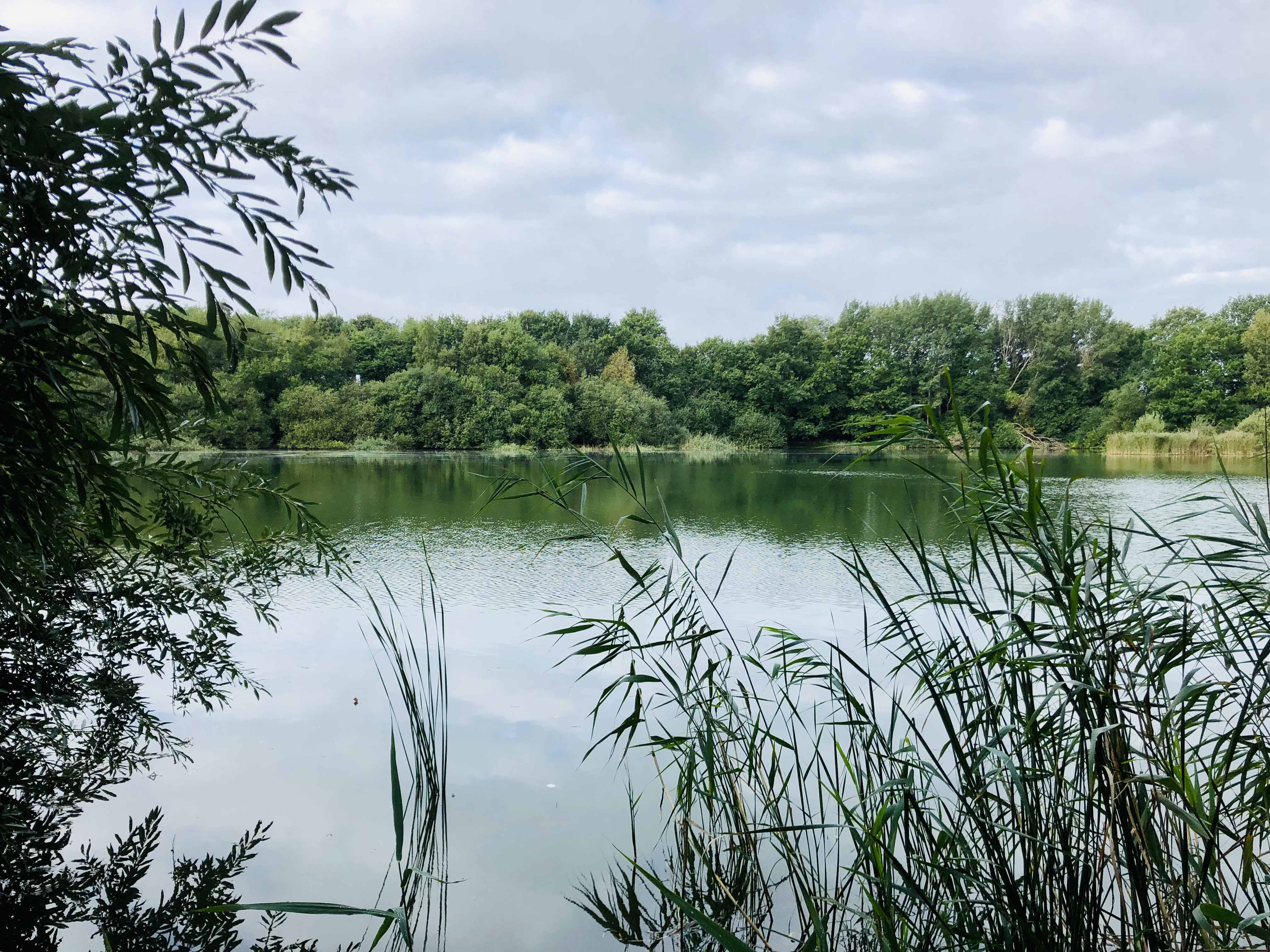
Het Zandgat